# Kat et Ket
Pour plus de détails, voir Fiche technique et Distribution.
Kat et Ket (Twee zeeuwsche meisjes in Zandvoort) est un film néerlandais réalisé par Louis H. Chrispijn, sorti en 1913. Ce film est visible sur EYE Film Instituut Nederland.

## Fiche technique
- Titre original : Twee zeeuwsche meisjes in Zandvoort
- Autres titres : Two Girls from Zealand in Zandvoort, A Profitable Exchange, Avonturen van Trijntje en Mijntje, Mijntje en Trijntje naar Zandvoort
- Réalisation : Louis H. Chrispijn
- Caméraman : H.W. Metman
- Producteur : Maurits H. Binger
- Sociétés de production : Maatschappij voor Wetenschappelijke en Artistieke Cinematografie
- Distribution : Filmverhuurkantoor Union
- Pays d'origine :  Pays-Bas
- Format : Noir et blanc - 35 mm - Muet
- Dates de sortie : 
  - Pays-Bas : 28 septembre 1913

## Distribution
- Annie Bos
- Christine van Meeteren
- Theo Frenkel
- Pierre Perin
- Alex Benno